# Holubice (okres Vyškov)
Obec Holubice se nachází v okrese Vyškov v Jihomoravském kraji. Žije zde přibližně 1 800 obyvatel. Součástí Holubic je také vesnice Kruh. Okolními obcemi jsou Blažovice, Kovalovice, Křenovice a Velešovice. Nejbližšími městy jsou Slavkov u Brna a Rousínov. V obci se nachází základní škola a mateřská škola.

## Historie
Archeologické vykopávky dokládají osídlení vesnice již v paleolitu. V roce 1930 bylo při stavbě domu nalezeno pohřebiště se 77 pohřbenými Kelty z období 200 př. n. l. První písemná zmínka o obci pochází z roku 1371.
V důsledku třicetileté války byly Holubice prakticky vylidněny. Ještě v roce 1718 byly z velké části prázdné. V roce 1742 vpadly do vesnice pruské jednotky.
V roce 1832 byly Holubice zasaženy cholerou.

## Obyvatelstvo

### Struktura
V obci k počátku roku 2016 žilo celkem 1107 obyvatel. Z nich bylo 584 mužů a 523 žen. Průměrný věk obyvatel obce dosahoval 37,8 let. Dle Sčítání lidu, domů a bytů, provedeného v roce 2011, žilo v obci 989 lidí. Nejvíce z nich bylo (20,1 %) obyvatel ve věku od 30 do 39 let. Děti do 14 let věku tvořily 17,1 % obyvatel a senioři nad 70 let úhrnem 5,6 %. Z celkem 820 občanů obce starších 15 let mělo vzdělání 40,9 % střední vč. vyučení (bez maturity). Počet vysokoškoláků dosahoval 8,5 % a bez vzdělání bylo naopak 0,1 % obyvatel. Z cenzu dále vyplývá, že ve městě žilo 485 ekonomicky aktivních občanů. Celkem 92,8 % z nich se řadilo mezi zaměstnané, z nichž 72 % patřilo mezi zaměstnance, 2,1 % k zaměstnavatelům a zbytek pracoval na vlastní účet. Oproti tomu celých 46,7 % občanů nebylo ekonomicky aktivní (to jsou například nepracující důchodci či žáci, studenti nebo učni) a zbytek svou ekonomickou aktivitu uvést nechtěl. Úhrnem 433 obyvatel obce (což je 43,8 %), se hlásilo k české národnosti. Dále 323 obyvatel bylo Moravanů a 6 Slováků. Celých 396 obyvatel obce však svou národnost neuvedlo.
Vývoj počtu obyvatel za celou obec i za jeho jednotlivé části uvádí tabulka níže, ve které se zobrazuje i příslušnost jednotlivých částí k obci či následné odtržení.
| Místní části (rok přičlenění k obci) | Místní části (rok přičlenění k obci) | 1869 | 1880 | 1890 | 1900 | 1910 | 1921 | 1930 | 1950 | 1961 | 1970 | 1980 | 1991 | 2001 | 2011 |
| ------------------------------------ | ------------------------------------ | ---- | ---- | ---- | ---- | ---- | ---- | ---- | ---- | ---- | ---- | ---- | ---- | ---- | ---- |
| Počet obyvatel                       | část Holubice                        | 380  | 392  | 424  | 399  | 474  | 581  | 961  | 941  | 979  | 925  | 921  | 841  | 848  | 989  |
| Počet obyvatel                       | část Kruh                            | 203  | 207  | 261  | 227  | 258  | 282  | -    | -    | -    | -    | -    | -    | -    | -    |
| Počet obyvatel                       | celá obec                            | 583  | 599  | 685  | 626  | 732  | 863  | 961  | 941  | 979  | 925  | 921  | 841  | 848  | 989  |
| Počet domů                           | část Holubice                        | 61   | 66   | 70   | 72   | 81   | 90   | 196  | 228  | 236  | 239  | 246  | 269  | 278  | 314  |
| Počet domů                           | část Kruh                            | 38   | 38   | 42   | 46   | 50   | 54   | -    | -    | -    | -    | -    | -    | -    | -    |
| Počet domů                           | celá obec                            | 99   | 104  | 112  | 118  | 131  | 144  | 196  | 228  | 236  | 239  | 246  | 269  | 278  | 314  |

## Obecní správa a politika
V letech 2010 až 2014 byl starostou Stanislav Přibyl. Na ustavujícím zasedání zastupitelstva v listopadu 2014 byl do této funkce zvolen opětovně. Jeho cílem v následujícím období je stavba kanalizace a výstavba nové budovy mateřské školy.

## Doprava
Územím obce prochází dálnice D1 s exitem 210 Holubice, ze kterého vychází silnice I/50 směrem na Slavkov u Brna. Dále zde vede silnice II/430 v úseku Brno - Rousínov a silnice III. třídy:
- III/4161 ze silnice II/430 na Holubice - Křenovice
- III/4163 z Holubic k železniční stanici Holubice

## Pamětihodnosti
- Filiální kostel svatého Václava
- Kaple svatého Gottharda
- Kamenné kříže
- Pomník padlým ze světových válek
- Památník padlým v bitvě u Slavkova 1805 (odhalen v květnu 2003)

## Galerie

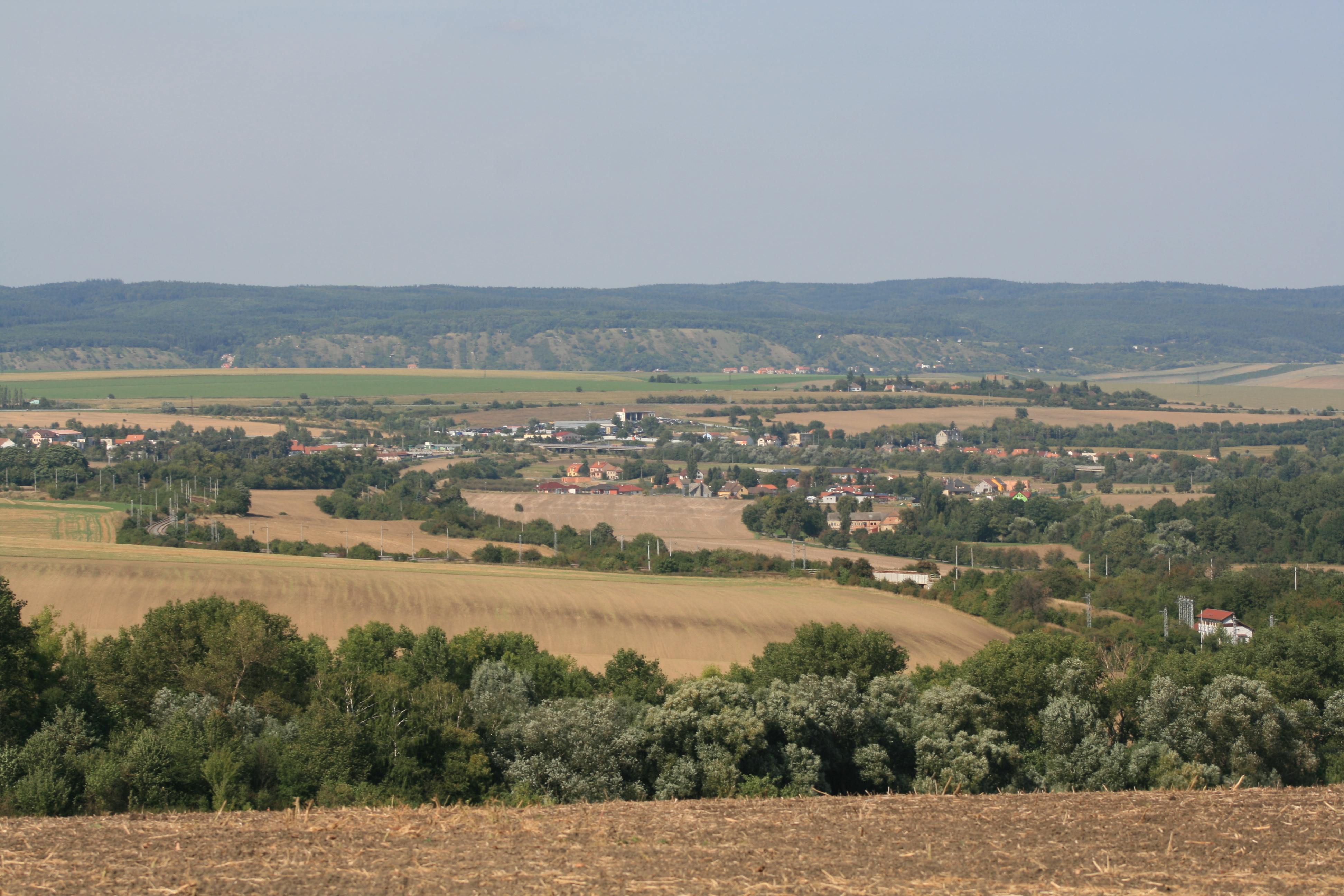
Celkový pohled od jihu z návrší Krchůvek nad Křenovicemi
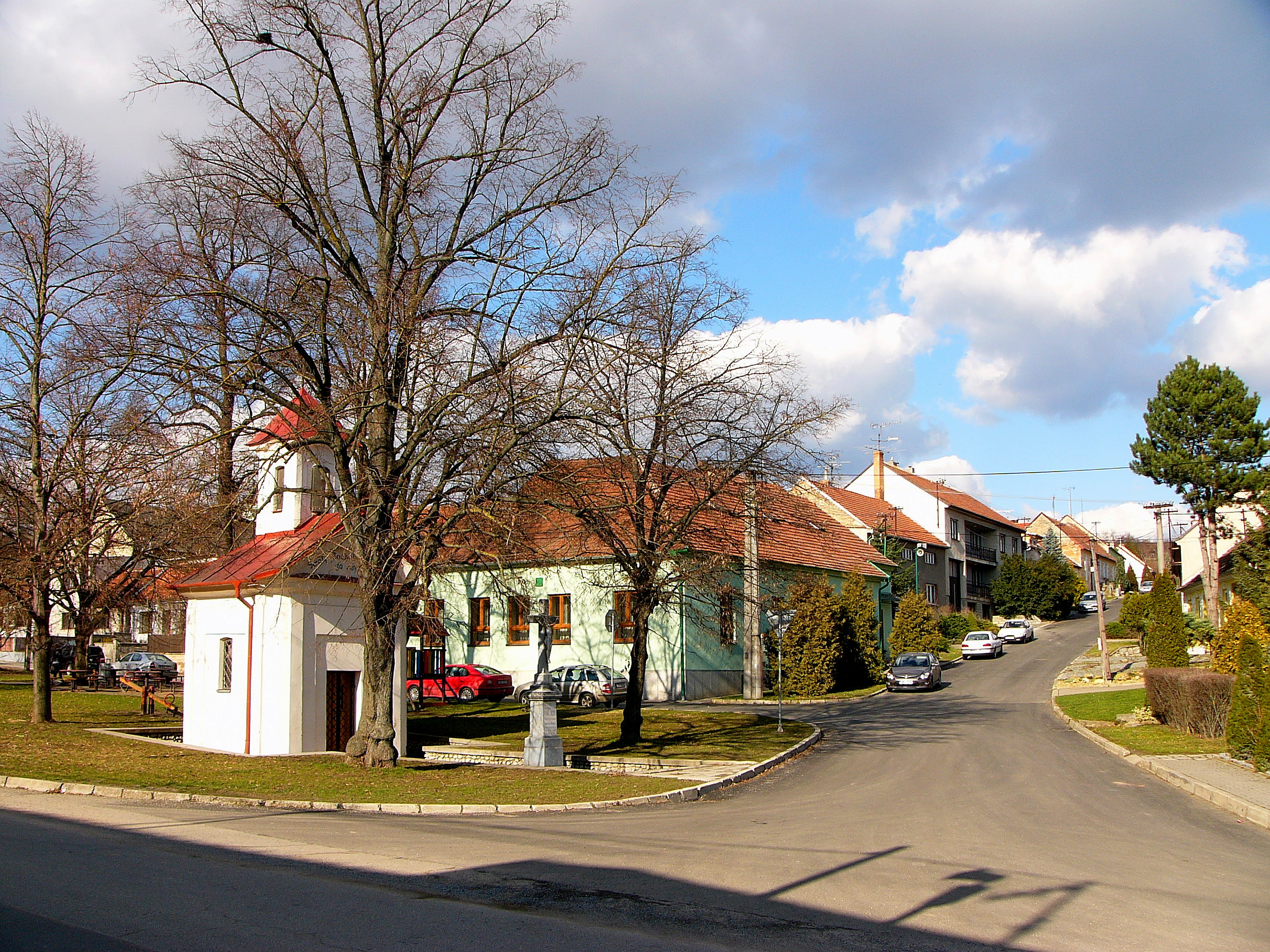
Střed obce s kaplí sv. Gottharda
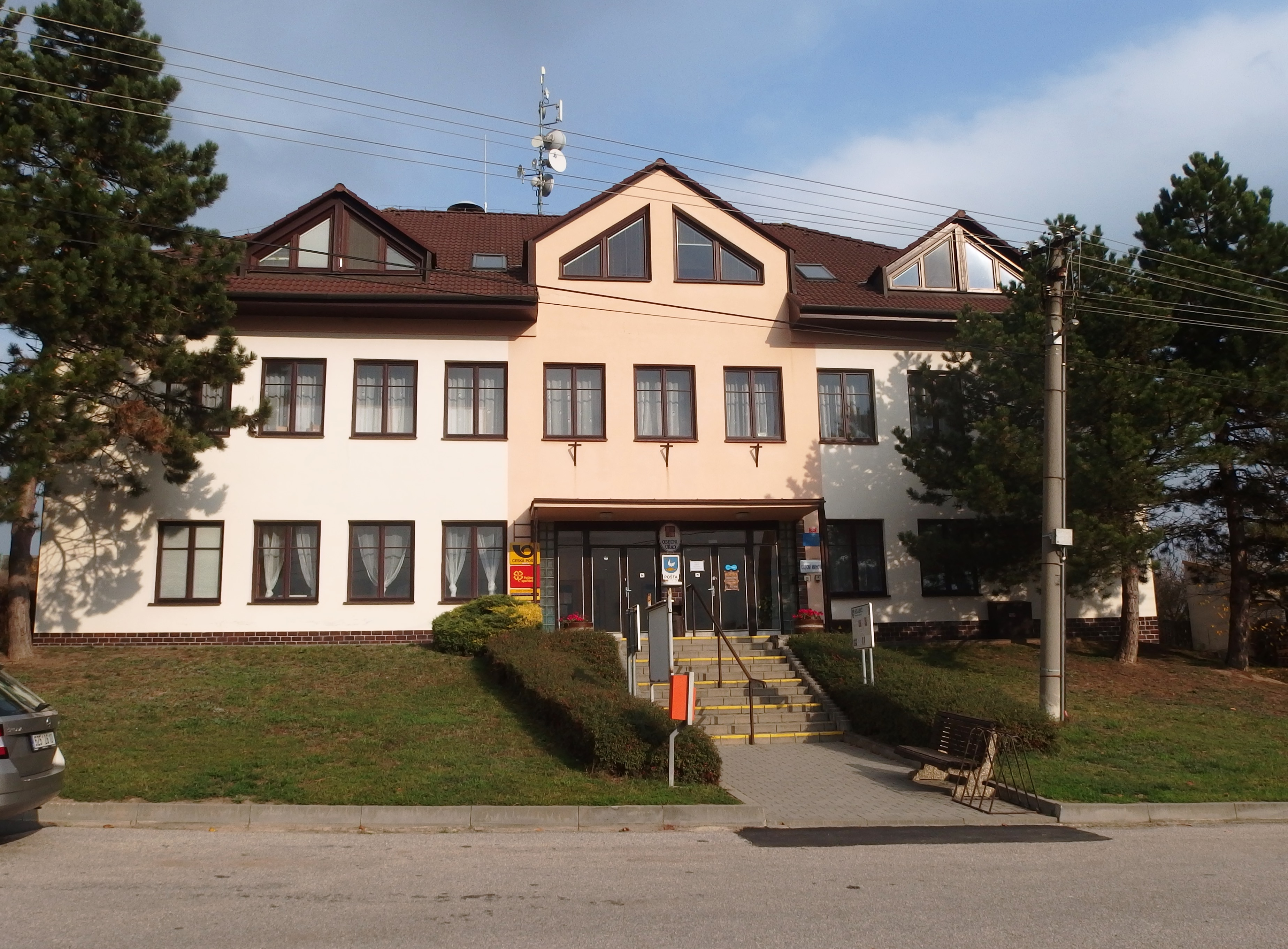
Obecní úřad
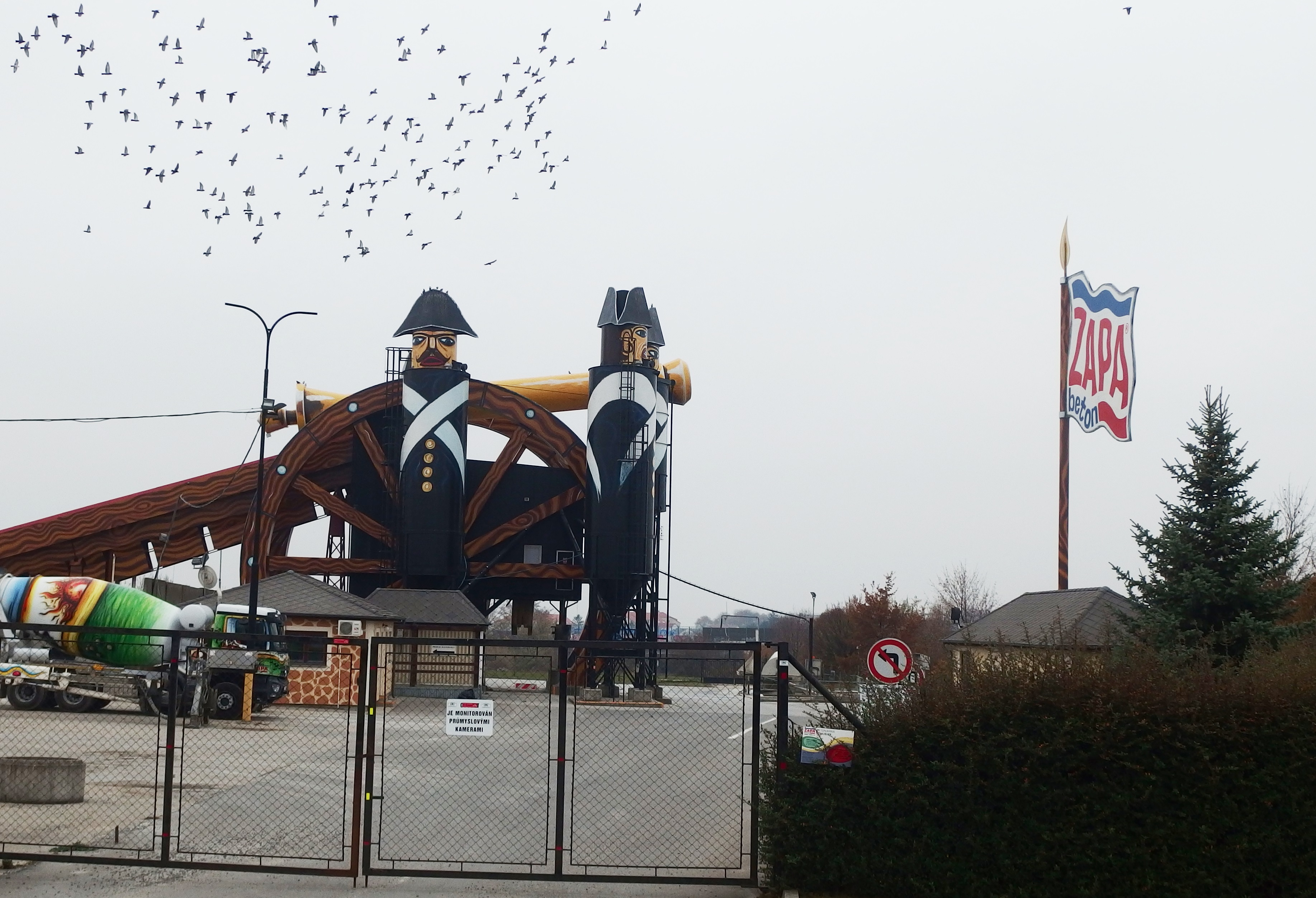
Skladovací zařízení betonárny, upravené do podoby obřího kanónu s obsluhou (připomínka bitvy u Slavkova)